# Liste von Persönlichkeiten der Stadt Verona
Diese Liste enthält in Verona geborene Persönlichkeiten sowie solche, die in Verona gewirkt haben, dabei jedoch andernorts geboren wurden. Die Liste erhebt keinen Anspruch auf Vollständigkeit.

## In Verona geborene Persönlichkeiten

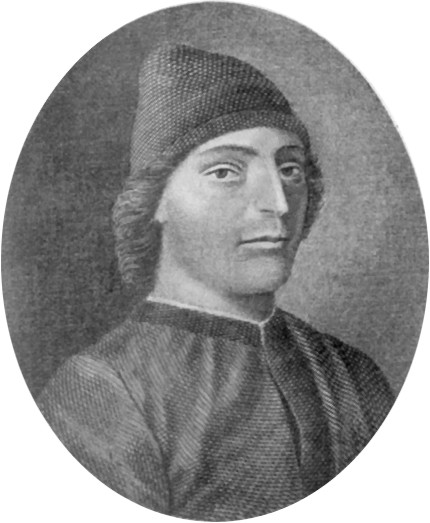
Guarino da Verona

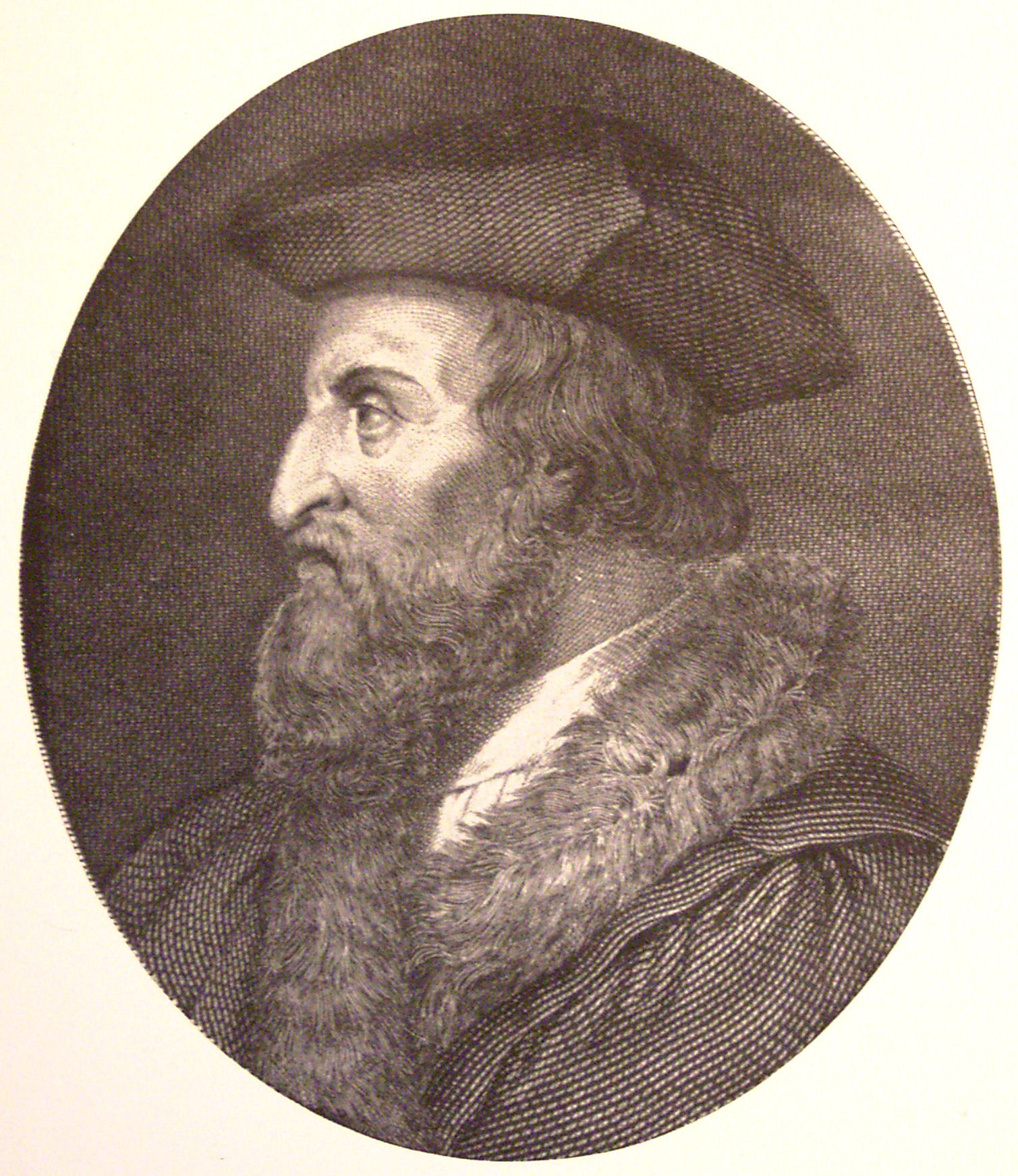
Girolamo Fracastoro

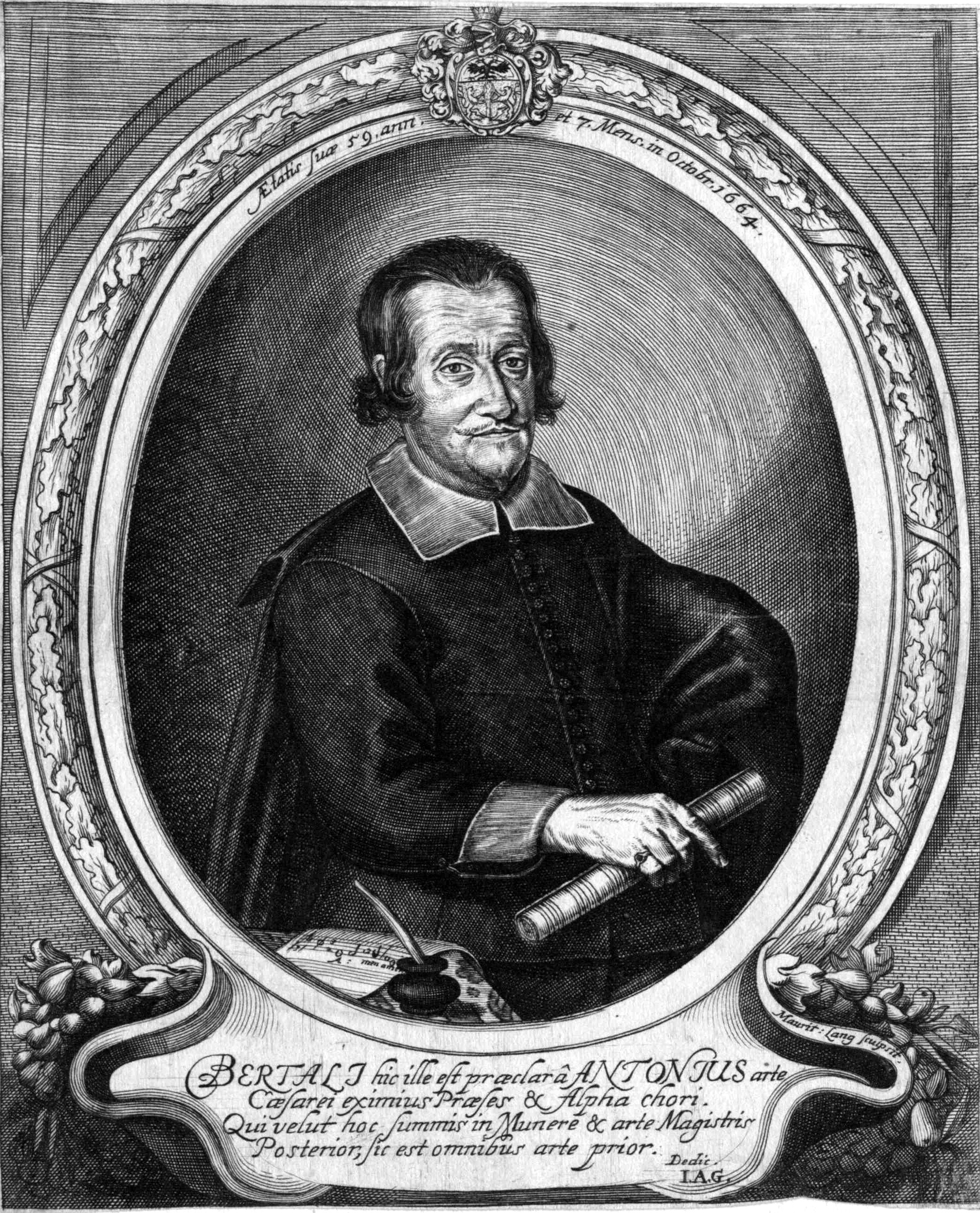
Antonio Bertali

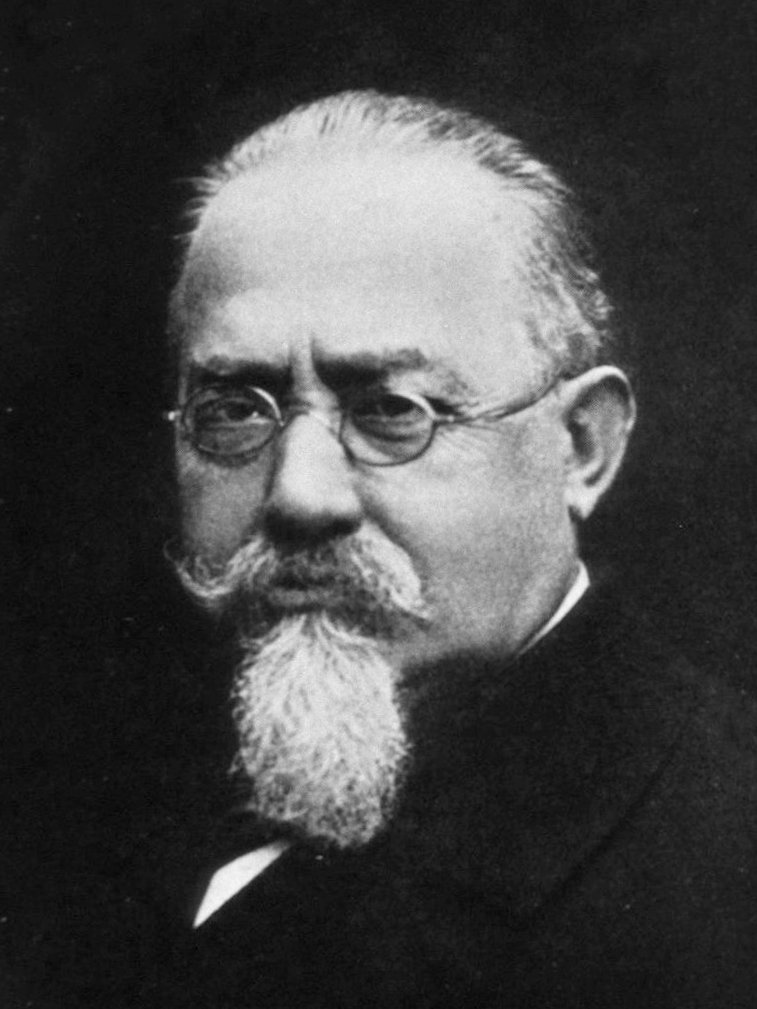
Cesare Lombroso

Fürst Alexander I.

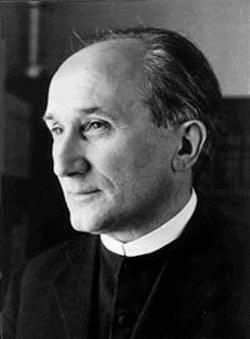
Romano Guardini

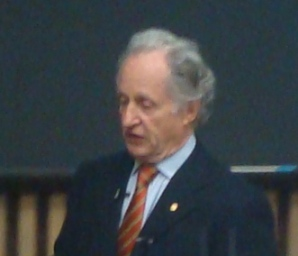
Mario Capecchi

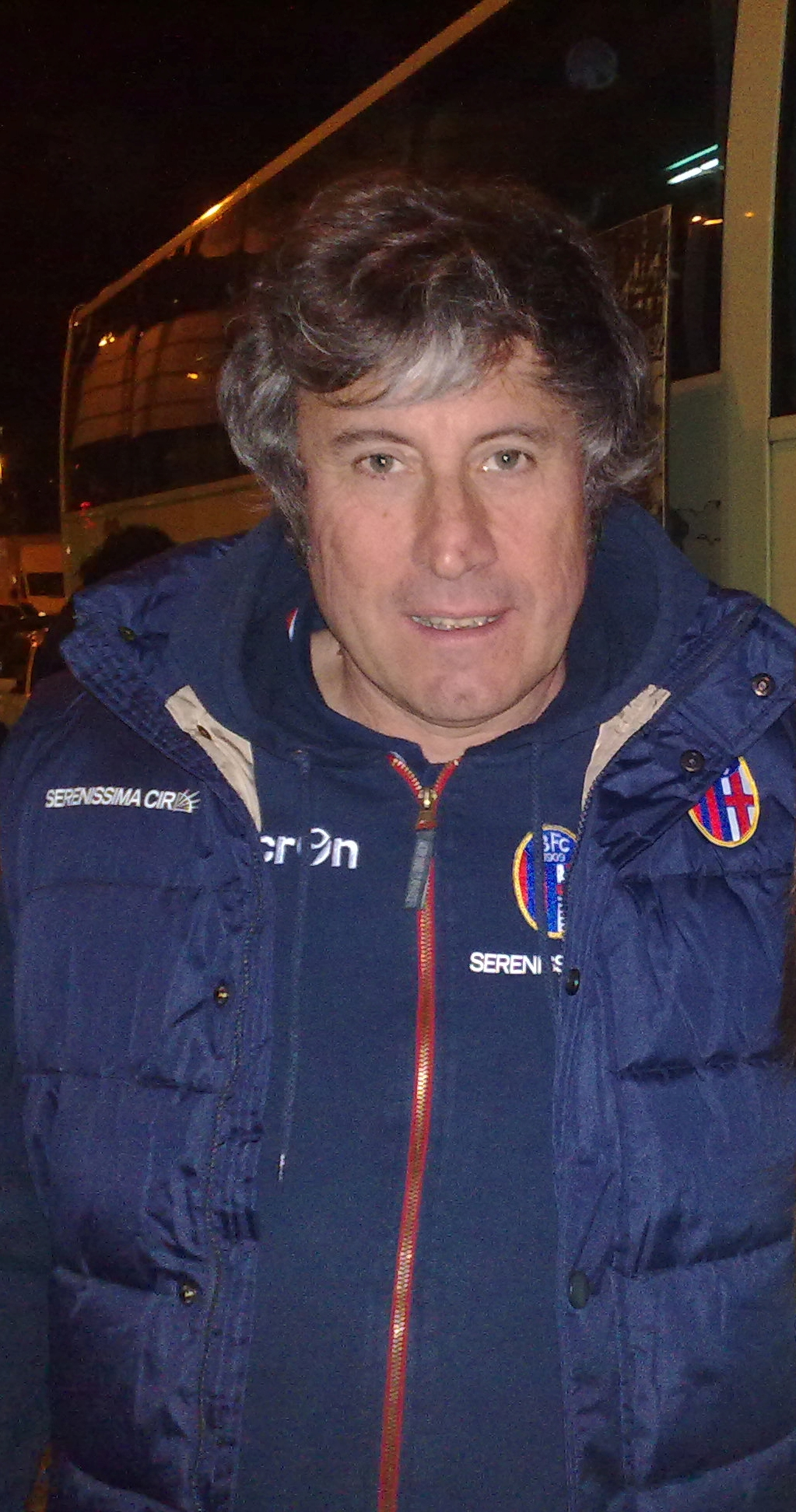
Alberto Malesani

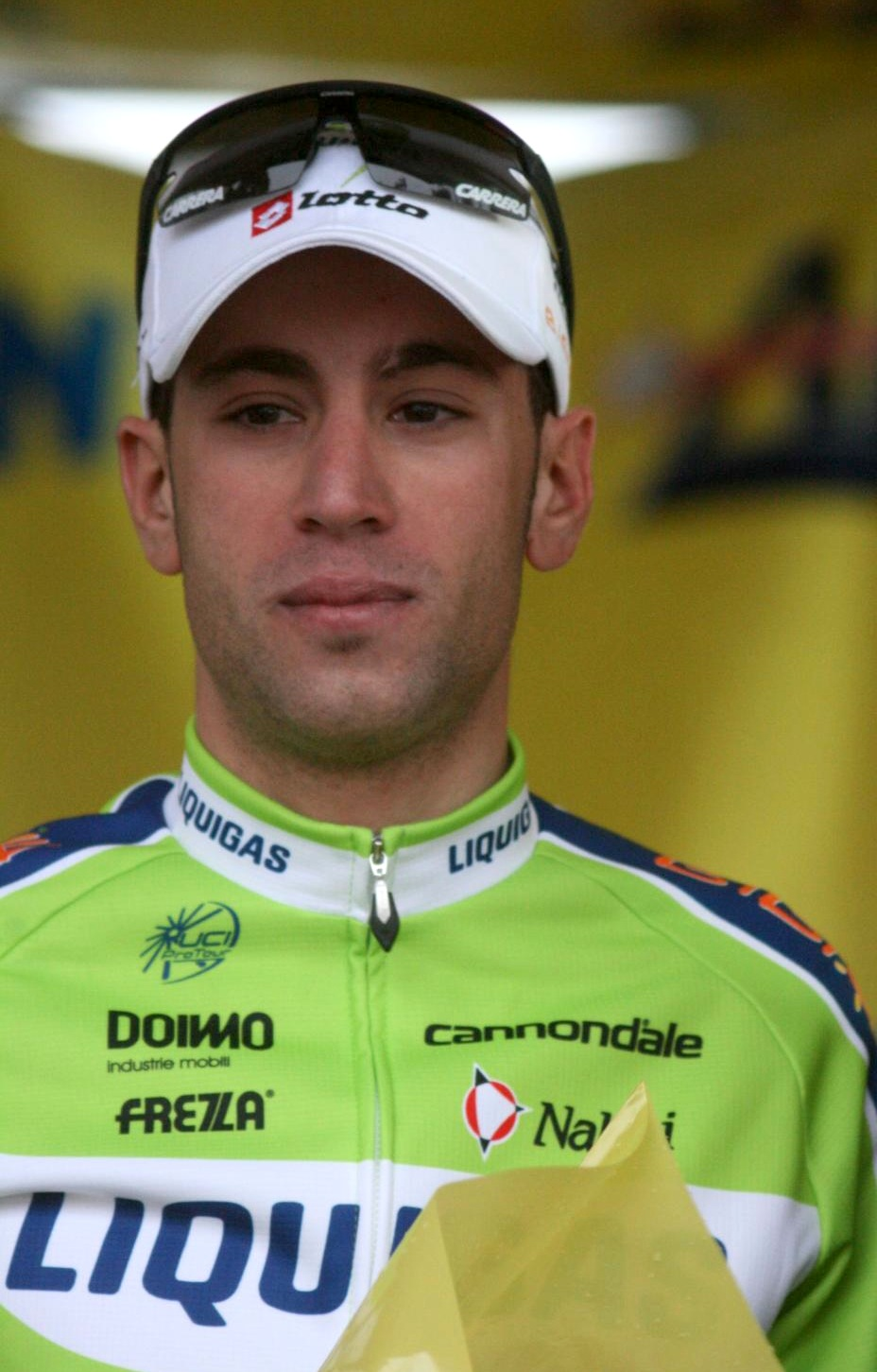
Vincenzo Nibali

### Bis 1600
- Catull (1. Jahrhundert v. Chr.), römischer Dichter
- Petrus von Verona (um 1206–1252), Dominikaner, Märtyrer und Heiliger
- Alboino della Scala (um 1284–1311), Herr von Verona
- Cangrande I. della Scala (1291–1329), Herr von Verona
- Guarino da Verona (1374–1460), Gelehrter und Humanist
- Isotta Nogarola (1418–1466), Humanistin und Autorin
- Cristoforo Lanfranchini (1430–1504), Diplomat, Politiker und Jurist
- Antonio Rizzo (um 1430–?), Bildhauer und Architekt
- Felice Feliciano (1433–1479), Humanist und Altertumsforscher, Kalligraf und Buchmaler
- Giovanni Giocondo (1433–1515), Dominikaner, Humanist, Altertumsforscher und Architekt
- Domenico Morone (um 1442–um 1517), Maler
- Galeazzo Mondella (1467–1528), Goldschmied und Medailleur
- Giovanni Maria Falconetto (um 1468–1535), Architekt der Renaissance, Bühnenbildner und Maler der Veroneser Schule
- Bartolomeo Tromboncino (um 1470–?), Komponist
- Francesco Morone (um 1471–1529), Maler
- Marco Cara (um 1475–um 1525), Komponist
- Girolamo Fracastoro (um 1478–1553), Arzt und Dichter
- Giovanni Francesco Caroto (um 1480–1555), Maler
- Michele Sanmicheli (1484–1559), Architekt
- Paolo Morando (1485/1488–1522), Maler
- Bonifazio Veronese (um 1487–1553), Maler
- Pietro Pitati (1490–1567), Astronom
- Johannes Baptista Montanus (1498–1551), Professor
- Vincenzo Ruffo (um 1510–1587), Geistlicher, Kapellmeister und Komponist
- Battista dell’Angolo del Moro (1512–um 1574), Maler der Renaissance
- Nicolò Ormanetto (1515–1577), Geistlicher
- Antonio Badile (um 1516–1560), Maler
- Domenico Brusasorzi (um 1516–1567), Maler
- Anselmo Canera (um 1522–nach 1584), Maler und Kupferstecher der Spätrenaissance
- Francesco Calzolari (1522–1609), Apotheker und Botaniker
- Paolo Farinato (1524–1606), Maler und Architekt
- Rinaldo Corso (1525–1580/82), Gelehrter, Bischof von Strongoli
- Bernardino India (1528–1590), Maler des Manierismus
- Paolo Veronese (1528–1588), Maler
- Giovanni Matteo Asola (um 1532 – 1609), Kapellmeister und Komponist
- Marc’Antonio Ingegneri (1535/36–1592), Kapellmeister und Komponist
- Benedetto Caliari (um 1538–1598), Maler
- Alexander Guagnini (1538–1614), Chronist
- Felice Brusasorzi (1539/40–1605), Maler
- Jacopo Ligozzi (1547–1627), Maler
- Giulio Angolo del Moro (1555–?), Bildhauer, Architekt und Maler
- Ludovico di Sarego (1558–1625), Bischof von Adria und Apostolischer Nuntius in der Schweiz
- Claudio Ridolfi (1570–1644), Maler
- Alessandro Turchi (1578–1649), Maler
- Marcantonio Bassetti (1586–1630), Maler
- Luigi Novarini (1594–1650 oder 1656), Theologe und Schriftsteller

### 1601 bis 1800
- Antonio Bertali (1605–1669), italienisch-österreichischer Komponist und Violinist
- Giuseppe Torelli (1658–1709), Violinist und Komponist
- Francesco Bianchini (1662–1729), Philosoph, Astronom und Archäologe
- Alessandro Maffei (1662–1730), General der bayerischen Armee
- Giovanni Maria Ruggieri (1665−um 1725), Komponist
- Antonio Balestra (1666–1740), Maler, Zeichner und Kupferstecher
- Felice Torelli (1667–1748), Maler
- Evaristo Dall’Abaco (1675–1742), Violinist, Cellist und Komponist
- Scipione Maffei (1675–1755), Dichter und Gelehrter
- Pietro Ballerini (1698–1769), Theologe und Historiker
- Girolamo Ballerini (1701–1781), Theologe und Historiker
- Christian Danneskiold-Samsøe (1702–1728), dänischer Adliger, Kammerherr, Geheimer Rat und Bücher- und Handschriftensammler
- Domenico Vallarsi (1702–1771), römisch-katholischer Patrologe und Priester der Diözese Verona
- Gianbettino Cignaroli (1706–1770), Maler
- Pietro Rotari (1707–1762), Maler
- Jacopo Guarana (1720–1808), Freskenmaler
- Karl Clemens von Pellegrini (1720–1796), k. k. Feldmarschall, Ritter des goldenen Vließes und Träger des Großkreuzes des Maria-Theresien-Ordens
- Franz Maria Schweitzer (1722–1812), Handelsherr und Bankier in Frankfurt am Main
- Gioacchino Avesani (1741–1818), Jesuit, Lehrer und Dichter
- Paolo Pozzo (1741–1803), Architekt
- Giuseppe Gazzaniga (1743–1818), Opernkomponist
- Pietro Cossali (1748–1815), Mathematikhistoriker
- Aloisius Fortis (1748–1829), General des Jesuitenordens
- Giovanni Pindemonte (1751–1812), Politiker, Dramaturg und Dichter
- Paul von Mezanelli (1757–1822), königlich bayerischer Generalmajor
- Antonio Cesari (1760–1828), Sprachwissenschaftler, Schriftsteller und Literaturtheoretiker
- Vincenz von Pompei (1763–1849), königlich bayerischer Generalmajor
- Antonio Meneghelli (1765–1844), Jurist und Autor
- Magdalena Gabriela von Canossa (1774–1835), Ordensfrau, Ordensgründerin und Heilige
- Gaetano Rossi (1774–1855), Schriftsteller
- Francesco Puttinati (um 1775–1848), Medailleur und Bildhauer
- Giuseppe Zamboni (1776–1846), katholischer Priester und Physiker
- Gaspar Bertoni (1777–1853), Ordensgründer, Priester und Heiliger
- Angelo Dalbon (1787–1847), Kupferstecher
- Carlo Canella (1800–1879), Maler

### 1801 bis 1850
- Alessandro Puttinati (1801–1872), Bildhauer
- Innocenzo Fraccaroli (1805–1882), Bildhauer
- Luigi di Canossa (1809–1900), Kardinal der römisch-katholischen Kirche
- Aleardo Aleardi (1812–1878), Dichter und Politiker
- Giovanni Morelli (1816–1891), Abgeordneter, Senator, Arzt und Kunsthistoriker
- Carlo Pedrotti (1817–1893), Komponist, Dirigent und Musiklehrer
- Giovanni Corsi (1822–1890), Opernsänger
- Cesare Lombroso (1835–1909), Arzt, Professor der gerichtlichen Medizin und Psychiatrie
- Gustav Niessl von Mayendorf (1839–1919), österreichischer Astronom und Mykologe
- Franco Faccio (1840–1891), Komponist und Dirigent
- Anton von Leclair (1848–1919), Philosoph und Bibliothekar

### 1851 bis 1900
- Ludwig Huyn (1853–1931), Kämmerer und Generalmajor der k.u.k. Armee
- Rudolf von Larisch (1856–1934), österreichischer Typograf, Schriftgestalter, Grafikdesigner, Hochschullehrer und Autor
- Rudolf Otto von Ottenfeld (1856–1913), deutscher Schlachten- und Orientmaler
- Alexander I. (1857–1893), Fürst von Bulgarien
- Ernestine von Kirchsberg (1857–1924), österreichische Landschaftsmalerin
- Hermann von Littrow (1858–1931), österreichischer Ingenieur
- Emilio Salgari (1862–1911), Schriftsteller
- Radó von Kövesligethy (1862–1934), ungarischer Astronom und Geophysiker
- Richard von Bienerth-Schmerling (1863–1918), österreichischer Beamter, Minister und Ministerpräsident
- Fausta Labia (1870–1935), Opernsängerin
- Giovanni Calabria (1873–1954), Priester und Ordensgründer
- Ugo Amaldi (1875–1957), Mathematiker
- Adriano Marinetti (1875–1954), General und faschistischer Senator
- Renato Simoni (1875–1952), Dramatiker, Kritiker, Journalist, Regisseur und Librettist
- Giuseppe Belluzzo (1876–1952), Ingenieurwissenschaftler, Erfinder und Politiker
- Giuseppe Adami (1878–1946), Dramatiker, Librettist, Drehbuchautor und Musikkritiker
- Mario Calderara (1879–1944), Marineoffizier und Flugpionier
- Maria Labia (1880–1953), Opernsängerin
- Romano Guardini (1885–1968), katholischer Priester, Religionsphilosoph und Theologe
- Leonardo Olschki (1885–1961), Romanist, Italianist, Orientalist und Literaturwissenschaftler
- Mario Amadori (1886–1941), pharmazeutischer Chemiker und Hochschullehrer
- Giacomo Rimini (1887–1952), US-amerikanischer Opernsänger
- Edoardo Agnelli (1892–1935), Großindustrieller
- Amina Pirani Maggi (1892–1979), Schauspielerin
- Giovanni Battista Meneghini (1896–1981), Industrieller
- Pirro Marconi (1897–1938), Klassischer Archäologe

### 1901 bis 1950
- Armando Ronca (1901–1970), Architekt
- Renato Malavasi (1904–1998), Schauspieler
- Renato Birolli (1905–1959), Maler
- Guido Gonella (1905–1982), Jurist, Journalist, Hochschullehrer und Politiker
- Guido Masetti (1907–1993), Fußballtorhüter
- Alberto Trabucchi (1907–1998), Rechtswissenschaftler, Hochschullehrer, Richter und Generalanwalt
- Aldo Olivieri (1910–2001), Fußballspieler und -trainer
- Antonio Pesenti (1910–1973), kommunistischer Politiker, Ökonom und Antifaschist
- Carlo Terron (1910–1991), Schriftsteller, Journalist und Psychiater
- Mario Carrara (1913–1993), Bibliothekar und Autor
- Luigi Bellotti (1914–1995), Erzbischof und Diplomat
- Luigi Tosi (1915–1989), Schauspieler
- Leandro Remondini (1917–1979), Fußballspieler und -trainer
- Guido Leoni (1920–1998), Drehbuchautor und Filmregisseur
- Bruno Ruffo (1920–2007), Motorradrennfahrer
- Carlo Alberto Baltieri (1922–1991), Filmeditor und Filmregisseur
- Osvaldo Fattori (1922–2017), Fußballspieler und -trainer
- Giulio Cabianca (1923–1961), Rennfahrer
- Alberto Marino (1923–1989), argentinischer Tangosänger und -komponist
- Walter Chiari (1924–1991), Schauspieler
- Gianfranco De Bosio (1924–2022), Filmregisseur, Theaterregisseur und Drehbuchautor
- Attilio Giovannini (1924–2005), Fußballspieler
- Franco Donatoni (1927–2000), Komponist
- Arrigo Cipriani (* 1932), Gastwirt, Autor und Immobilienunternehmer
- Ettore Fiorini (1933–2023), experimenteller Teilchenphysiker und Hochschullehrer
- Giulio Brogi (1935–2019), Schauspieler
- Mario Capecchi (* 1937), US-amerikanischer Genetiker
- Mario Corso (1941–2020), Fußballspieler und -trainer
- Giacomo Battiato (* 1943), Regisseur und Drehbuchautor
- Alberto Castagnetti (1943–2009), Schwimmer und Schwimmtrainer
- Gigliola Cinquetti (* 1947), Sängerin
- Luigi Castelletti (* 1948), Radrennfahrer
- Giovanni Roncari OFMCap (* 1949), katholischer Bischof

### 1951 bis 1960
- Alberto Malesani (* 1954), Fußballspieler und -trainer
- Stefano Benini (* 1955), Jazzmusiker
- Claudio Gugerotti (* 1955), Kurienkardinal der römisch-katholische Kirche
- Carlo Rovelli (* 1956), Physiker
- David Larible (* 1957), Clown
- Andrea Marfori (* 1958), Dokumentarfilmer, Filmregisseur und Drehbuchautor
- Bruno Marini (* 1958), Saxophonist und Hammondorgel-Spieler
- Cesare Marcotto (* 1959), Bühnenbildner und Künstler
- Marco Stroppa (* 1959), Komponist
- Beniamino Vignola (* 1959), Fußballspieler
- Cecilia Gasdia (* 1960), Sopranistin

### 1961 bis 1970
- Carla Cico (* 1961), Chief Executive Officer bei Brasil Telecom
- Eva Grimaldi (* 1961), Schauspielerin
- Renato Zanella (* 1961), Balletttänzer, Choreograph und Regisseur
- Luca Olivieri (* 1962), Gitarrist und Sänger
- Marco Cappetta (* 1963), Kameramann
- Federico Morelli (* 1963), Papyrologe und Altphilologe
- Beatrice Macola (1965–2001), Schauspielerin
- Flavio Tosi (* 1969), Politiker
- Fulvio Valbusa (* 1969), Skilangläufer
- Alberto Castaldini (* 1970), Historiker und Journalist

### 1971 bis 1980
- Francesca Rettondini (* 1971), Schauspielerin
- Sabina Valbusa (* 1972), Skilangläuferin
- Massimo Bertolini (* 1974), Tennisspieler
- Nicola Brunelli (* 1978), Westernreiter
- Marco Zullo (* 1978), Politiker
- Ronnie Quintarelli (* 1979), Autorennfahrer

### Ab 1981
- Damiano Cunego (* 1981), Radrennfahrer
- Matteo Martari (* 1983), Schauspieler
- Vasco Brondi (* 1984), Cantautore und Schriftsteller
- Vincenzo Nibali (* 1984), Radrennfahrer
- Simone Piazzola (* 1985), Opernsänger in der Stimmlage Bariton
- Andrea Battistoni (* 1987), Dirigent, Komponist und Cellist
- Enrica Cipriani (* 1988), Skirennläuferin
- Achille Lauro (* 1990), Rapper
- Lucia Scardoni (* 1991), Skilangläuferin
- Gianmarco Zigoni (* 1991), Fußballspieler
- Valentina Bellè (* 1992), Schauspielerin
- André Lislevand (* 1993), Gambist
- Elisa Molinarolo (* 1994), Stabhochspringerin
- Giovanni Lonardi (* 1996), Radrennfahrer
- Michele Troiani (* 1996), Fußballspieler
- Clara Guerra (* 1998), Ruderin
- Pietro Bertagnoli (* 1999), BMX-Rennfahrer
- Anna Polinari (* 1999), Leichtathletin
- Elia Caprile (* 2001), Fußballspieler
- Destiny Udogie (* 2002), Fußballspieler
- Carlo Alberto Caniato (* 2005), Tennisspieler

## Bekannte Einwohner von Verona
- Dietrich von Bern, Sagenfigur
- Zenon von Verona († 371), Bischof von Verona, Heiliger
- Alboin (vor 526 – 572/573), Herzog der Langobarden, starb in Verona
- Berengar I. (um 840/845 – 924), König der Langobarden und Kaiser, in Verona ermordet
- Otto II. (955–983), Kaiser des Heiligen Römischen Reichs, berief 983 einen Reichstag in Verona ein
- Otto III. (980–1002), Kaiser des Heiligen Römischen Reichs, wurde 983 in Verona zum römisch-deutschen König gewählt
- Honorius II. († 1072), Gegenpapst, stammte aus veronesischem Adel
- Lucius III. (1097–1185), Papst, starb in Verona
- Urban III. (um 1120 – 1187), wurde 1185 in Verona zum Papst gewählt
- Wilhelm von Saliceto (nach 1210 – um 1286), Mediziner und Chirurg, Professor in Bologna und ab 1275 Stadtarzt in Verona.
- Altichiero da Zevio (um 1330 – um 1390), Maler, wirkte und starb in Verona
- Cansignorio della Scala (1340–1375), Herr von Verona
- Simone Cantarini (1612–1648), Maler, starb in Verona
- Antonio Cagnoli (1743–1816), Astronom
- Franz von Scholl (1772–1838), Festungsbaumeister in Verona
- Carlo Steeb (1773–1856), deutscher Priester und Ordensgründer in Verona
- Abramo Bartolommeo Massalongo (1824–1860), Botaniker und Mykologe
- Emilio De Bono (1866–1944), Politiker und Offizier, in Verona hingerichtet
- Giovanni Mardersteig (1892–1977), deutsch-italienischer Verleger und Buchgestalter, wirkte und starb in Verona
- Gerhard Domagk (1895–1964), deutscher Bakteriologe, ab 1950 Ehrenbürger von Verona
- Galeazzo Ciano Graf von Cortellazzo (1903–1944), faschistischer Außenminister, in Verona hingerichtet
- Sepp Kerschbaumer (1913–1964), Südtirolaktivist, starb in der Haft in Verona
- Vittore Bocchetta (1918–2021), Bildhauer, Maler und Literaturwissenschaftler
- Roberto Bonadimani (* 1945), Comicautor und -zeichner